# Diócesis de Salt Lake City
La diócesis de Salt Lake City (en latín: Dioecesis Civitatis Lacus Salsi y en inglés: Roman Catholic Diocese of Salt Lake City) es una circunscripción eclesiástica de la Iglesia católica en Estados Unidos. Se trata de una diócesis latina, sufragánea de la arquidiócesis de Las Vegas. Desde el 10 de enero de 2017 su obispo es Oscar Azarcon Solis.

## Territorio y organización
La diócesis tiene 219 887 km² y extiende su jurisdicción sobre los fieles católicos de rito latino residentes en el estado de Utah.
La sede de la diócesis se encuentra en la ciudad de Salt Lake City, en donde se halla la Catedral de la Magdalena.
En 2021 en la diócesis existían 30 parroquias.

## Historia
Un primer vicariato apostólico de Colorado y Utah fue erigido el 3 de marzo de 1868 con el breve Summi apostolatus del papa Pío IX, obteniendo el territorio de la diócesis de Santa Fe (hoy arquidiócesis de Santa Fe).
Por decreto pontificio fechado el 23 de febrero de 1871, el territorio de Utah fue entregado bajo administración a los arzobispos de San Francisco, por lo que el vicariato apostólico tomó el nombre de Colorado (hoy arquidiócesis de Denver).
El vicariato apostólico de Utah y Nevada Oriental se erigió el 23 de noviembre de 1886, tomando el territorio de la arquidiócesis de San Francisco y de la diócesis de Sacramento.
El 27 de enero de 1891, el vicariato apostólico fue elevado a diócesis y asumió el nombre de diócesis de Salt Lake, bajo el breve Catholicae Ecclesiae del papa León XIII.
En 1899 se fundó el periódico diocesano The Intermountain Catholic. Las instituciones de servicio comunitario florecieron a finales de los siglos XIX y XX: Holy Cross Hospital, All Hallows College, Kearns-St. Ann's Orphanage y Judge Mercy Home and Hospital.
El 27 de marzo de 1931 cedió una parte de su territorio para la erección de la diócesis de Reno mediante la bula Pastoris aeterni del papa Pío XI.
El 31 de marzo de 1951 asumió su nombre actual.
Originalmente sufragánea de la arquidiócesis de San Francisco, el 30 de mayo de 2023 fue transferida por el papa Francisco a la nueva provincia eclesiástica de la arquidiócesis de Las Vegas.

## Estadísticas
Según el Anuario Pontificio 2021 la diócesis tenía a fines de 2020 un total de 320 596 fieles bautizados.
| Año                                                                             | Población            | Población | Población      | Sacerdotes | Sacerdotes    | Sacerdotes    | Bautizados por sacerdote | Diáconos permanentes | Religiosos | Religiosos | Parroquias |
| Año                                                                             | Bautizados católicos | Total     | % de católicos | Total      | Clero secular | Clero regular | Bautizados por sacerdote | Diáconos permanentes | Varones    | Mujeres    | Parroquias |
| ------------------------------------------------------------------------------- | -------------------- | --------- | -------------- | ---------- | ------------- | ------------- | ------------------------ | -------------------- | ---------- | ---------- | ---------- |
| 1950                                                                            | 23 392               | 640 000   | 3.7            | 54         | 35            | 19            | 433                      |                      | 38         | 173        | 26         |
| 1966                                                                            | 51 769               | 1 003 000 | 5.2            | 104        | 62            | 42            | 497                      |                      | 65         | 194        | 35         |
| 1970                                                                            | 50 483               | 1 063 000 | 4.7            | 96         | 52            | 44            | 525                      |                      | 62         | 176        | 36         |
| 1976                                                                            | 51 815               | 1 207 000 | 4.3            | 83         | 41            | 42            | 624                      |                      | 62         | 121        | 38         |
| 1980                                                                            | 59 744               | 1 367 000 | 4.4            | 91         | 47            | 44            | 656                      | 22                   | 60         | 110        | 39         |
| 1990                                                                            | 65 719               | 1 715 000 | 3.8            | 90         | 49            | 41            | 730                      | 24                   | 59         | 95         | 43         |
| 1999                                                                            | 98 800               | 2 591 045 | 3.8            | 86         | 54            | 32            | 1148                     | 40                   | 12         | 60         | 43         |
| 2000                                                                            | 103 825              | 2 100 000 | 4.9            | 79         | 53            | 26            | 1314                     | 39                   | 37         | 58         | 47         |
| 2001                                                                            | 107 000              | 2 130 000 | 5.0            | 84         | 56            | 28            | 1273                     | 43                   | 40         | 52         | 47         |
| 2002                                                                            | 120 000              | 2 233 000 | 5.4            | 86         | 57            | 29            | 1395                     | 41                   | 41         | 58         | 47         |
| 2003                                                                            | 125 000              | 2 295 971 | 5.4            | 83         | 58            | 25            | 1506                     | 44                   | 37         | 54         | 47         |
| 2004                                                                            | 150 000              | 2 316 256 | 6.5            | 87         | 58            | 29            | 1724                     | 70                   | 41         | 50         | 47         |
| 2010                                                                            | 250 000              | 2 736 424 | 9.1            | 80         | 57            | 23            | 3125                     | 71                   | 33         | 40         | 48         |
| 2014                                                                            | 291 000              | 2 900 872 | 10.0           | 69         | 62            | 7             | 4217                     | 75                   | 14         | 29         | 48         |
| 2015                                                                            | 295 000              | 2 946 100 | 10.0           | 71         | 64            | 7             | 4154                     | 76                   | 10         | 27         | 48         |
| 2017                                                                            | 305 122              | 3 051 217 | 10.0           | 60         | 53            | 7             | 5085                     | 76                   | 9          | 27         | 48         |
| 2020                                                                            | 320 596              | 3 205 958 | 10.0           | 57         | 57            |               | 5624                     | 81                   | 1          | 24         | 49         |
| Fuente: Catholic-Hierarchy, que a su vez toma los datos del Anuario Pontificio. |                      |           |                |            |               |               |                          |                      |            |            |            |

Escuelas elementales
- Juan Diego Catholic High School, en Draper;
- Judge Memorial Catholic High School, en Salt Lake City;
- St. Joseph Catholic High School, en Ogden.

## Episcopologio
- Lawrence Scanlan † (25 de enero de 1887-10 de mayo de 1915 falleció)
- Joseph Sarsfield Glass, C.M. † (1 de junio de 1915-26 de enero de 1926 falleció)
- John Joseph Mitty † (21 de junio de 1926-29 de enero de 1932 nombrado arzobispo coadjutor de San Francisco[nota 1])
- James Edward Kearney † (1 de julio de 1932-31 de julio de 1937 nombrado obispo de Rochester)
- Duane Garrison Hunt † (6 de agosto de 1937-31 de marzo de 1960 falleció)
- Joseph Lennox Federal † (31 de marzo de 1960 por sucesión-22 de abril de 1980 retirado)
- William Kenneth Weigand (3 de septiembre de 1980-30 de noviembre de 1993 nombrado obispo de Sacramento)
- George Hugh Niederauer † (3 de noviembre de 1994-15 de diciembre de 2005 nombrado arzobispo de San Francisco)
- John Charles Wester (8 de enero de 2007-27 de abril de 2015 nombrado arzobispo de Santa Fe)
- Oscar Azarcon Solis, desde el 10 de enero de 2017